# Abasie
L'abasie (du grec : a-, sans, et βάσις — basis —, stabilité) est un symptôme décrit en neurologie et en psychiatrie. Elle consiste en l'impossibilité de marcher, à la suite d'une coordination impossible des muscles impliqués dans la marche.

## Éléments de définition
Le terme couvre un large spectre de désordres médicaux, dont :
- l'abasie choréique, causée par une chorée des jambes ;
- l'abasie paralytique, causée par une paralysie des muscles des jambes, ou de certains de ces muscles ;
- l'abasie spastique, causée par des spasmes de certains muscles des jambes ;
- l'abasie tremblante, causée par un tremblement incontrôlable des jambes.

L'abasie est souvent accompagnée de troubles de l'équilibre et en particulier de difficulté à maintenir la position debout.
Parfois, il semble y avoir absence de trouble moteur, sensitif ou de la coordination permettant d'expliquer l'abasie ; on retrouve ce symptôme dans le syndrome dit « astasie-abasie » ou maladie de Blocq (du nom d'un neurologue français, Paul Blocq), syndrome qui peut être observé en particulier chez des personnes âgées (avec alors phobie de chutes).

## Causes
On distingue les abasies d'origine psychologique (psychogènes) et celles provoquées par des atteintes neurologiques (non-psychogènes).